# Giorgia (nome)
Giorgia  è un nome proprio di persona italiano femminile.

## Varianti
- Femminili
  - Alterati: Giorgina[1], Giorgiana, Giorgetta
  - Ipocoristici: Gina[1]
- Maschili: Giorgio

### Varianti in altre lingue
- Bulgaro: Гергана (Gergana)[1]
- Ceco: Jiřina[1][3], Jorga
- Croato: Đurađa[1], Đurđa[3], Djurdja[3]
  - Alterati: Đurđica
- Francese: Georgette[1][3], Georgine[1][3]
- Greco moderno: Γεωργία (Geōrgia)[1]
- Inglese: Georgia[1][3], Georgina[1][3], Georgiana[1][3], Georgeanna[1], Jorja[1][3]
  - Ipocoristici: Georgie[1][3], George[3], Gina[1]

- Latino: Georgia[2]
- Ligure: Zòrza[4]
- Rumeno: Georgeta[1]
- Serbo: Ђурађа (Đurađa)[1]
- Tedesco: Georgina[1]
- Ungherese: Györgyi[1]
  - Alterati: Györgyike[1]

## Origine e diffusione
Continua il nome latino imperiale Georgia, forma femminile del greco e bizantino Γεώργιος (Geôrgios), che significa "contadino", "agricoltore", "lavoratore della terra".
In Italia Giorgia è uno dei nomi femminili più popolari dall'inizio del XXI secolo. L'ISTAT lo registra sempre tra le prime dieci posizioni dei nomi attribuiti alle nuove nate dal 1999 al 2020, con una diffusione massima nel 2013, quando ha raggiunto la terza posizione.
In inglese, la forma più comune nel XVIII secolo era Georgiana, che nel corso del XIX secolo venne progressivamente sostituita da Georgina e Georgia, quest'ultima nata negli Stati Uniti e diffusasi poi nel resto dei paesi di lingua inglese; sempre dal XIX secolo, in inglese è usata anche la forma Georgette, di origine francese; la forma Georgia coincide con il nome dello stato americano della Georgia, così chiamata in onore di re Giorgio II, e con quello dello stato caucasico della Georgia, che prende il nome da san Giorgio o da Kurj (o Gurz), un etnonimo di origine incerta.

## Onomastico
L'onomastico si può festeggiare il 15 febbraio in ricordo di santa Giorgia, vergine vissuta a Clermont-Ferrand verso gli inizi del VI secolo. Viene talvolta festeggiato anche lo stesso giorno della forma maschile, cioè generalmente il 23 aprile in onore di san Giorgio.

## Persone

Giorgia Moll

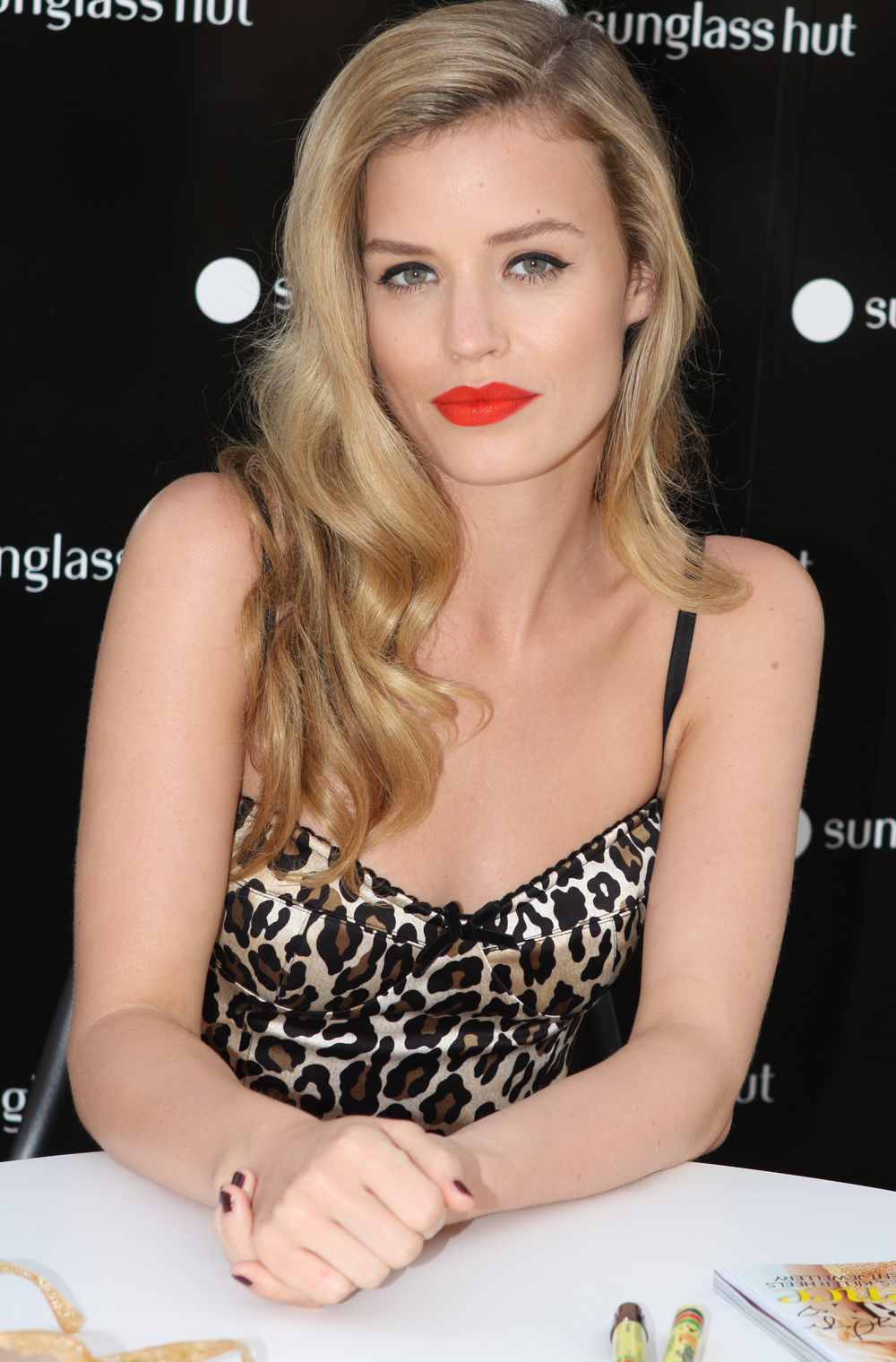
Georgia May Jagger

- Giorgia, cantante, compositrice, musicista, produttrice discografica e conduttrice radiofonica italiana
- Giorgia di Torres, sorella di Comita di Torres
- Giorgia Apollonio, giocatrice di curling italiana
- Giorgia Benecchi, atleta italiana
- Giorgia Bronzini, ciclista su strada e pistard italiana
- Giorgia Campana, ginnasta italiana
- Giorgia Fiorio, fotografa, cantante e attrice italiana
- Giorgia Gianetiempo, attrice italiana
- Giorgia Gueglio, cantante italiana
- Giorgia Meloni, politica e giornalista italiana
- Giorgia Moll, attrice e cantante italiana
- Giorgia O'Brien, cantante e attrice italiana
- Giorgia Palmas, conduttrice televisiva italiana
- Giorgia Surina, attrice, conduttrice televisiva e conduttrice radiofonica italiana
- Giorgia Vecchini, cosplayer italiana
- Giorgia Würth, attrice, conduttrice televisiva e annunciatrice televisiva italiana

### Variante Georgia
- Georgia Brown, cantante brasiliana

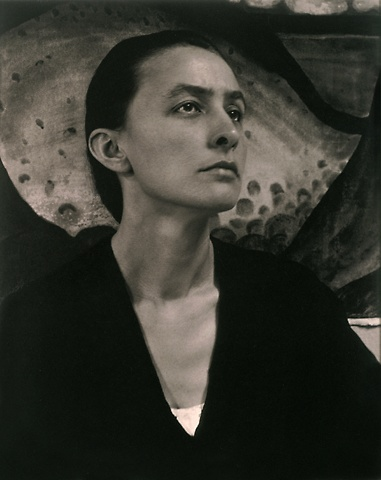
Georgia O'Keeffe

- Georgia Brown, attrice e cantante britannica
- Georgia Ellinaki, pallanuotista greca
- Georgia Engel, attrice e doppiatrice statunitense
- Georgia Groome, attrice britannica
- Georgia Hale, attrice statunitense
- Georgia May Jagger, supermodella britannica
- Georgia King, attrice scozzese
- Georgia Lara, pallanuotista greca
- Georgia Lepore, doppiatrice, attrice, cantante, dialoghista e direttrice del doppiaggio italiana
- Georgia Luzi, attrice e conduttrice televisiva italiana
- Georgia Moffett, attrice britannica
- Georgia O'Keeffe, pittrice statunitense
- Georgia Schweitzer, cestista e allenatrice di pallacanestro statunitense

### Variante Giorgina

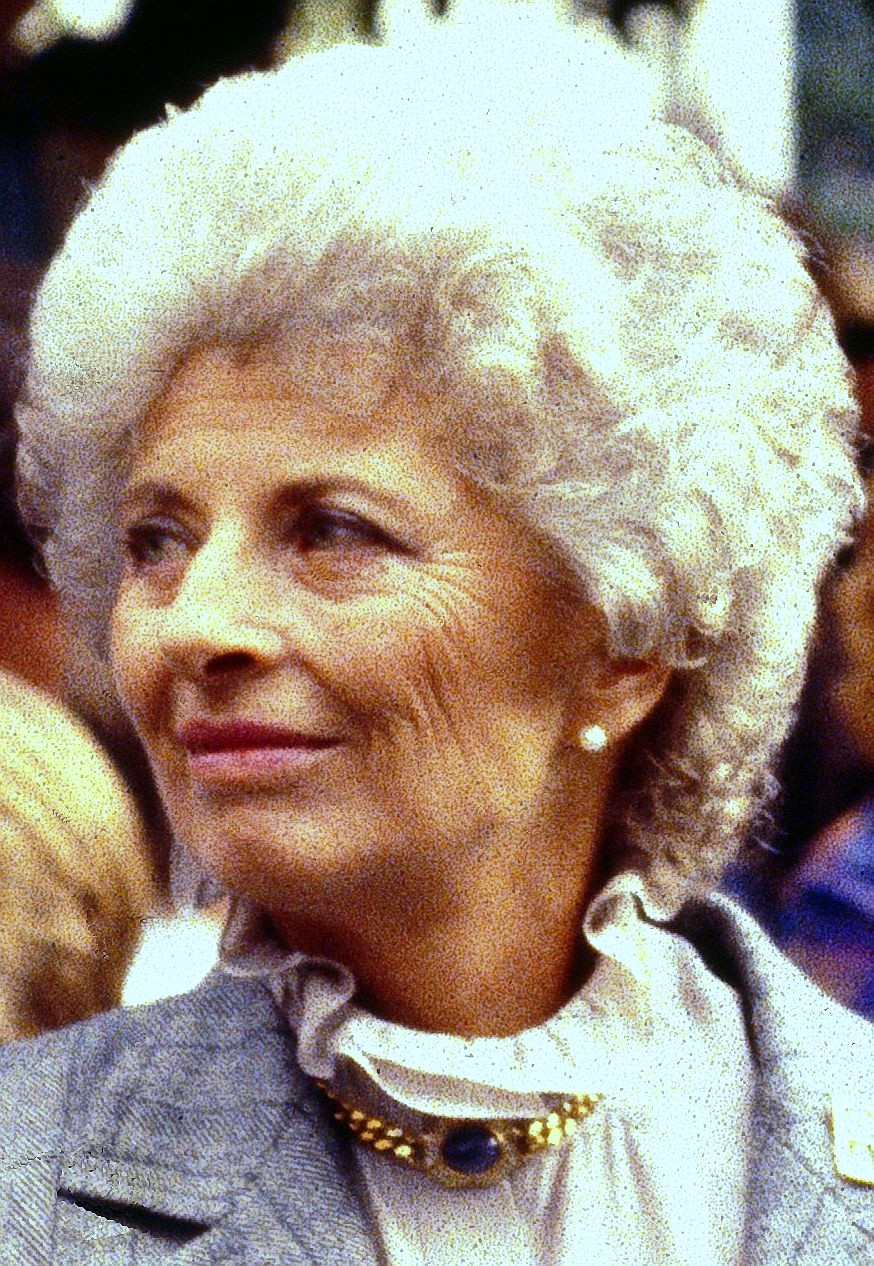
Giorgina di Wilczek

- Giorgina di Wilczek, moglie di Francesco Giuseppe II del Liechtenstein
- Giorgina Arian Levi, insegnante, politica e scrittrice italiana
- Giorgina Bertolucci di Vecchio, pittrice e ritrattista italiana

### Variante Georgina

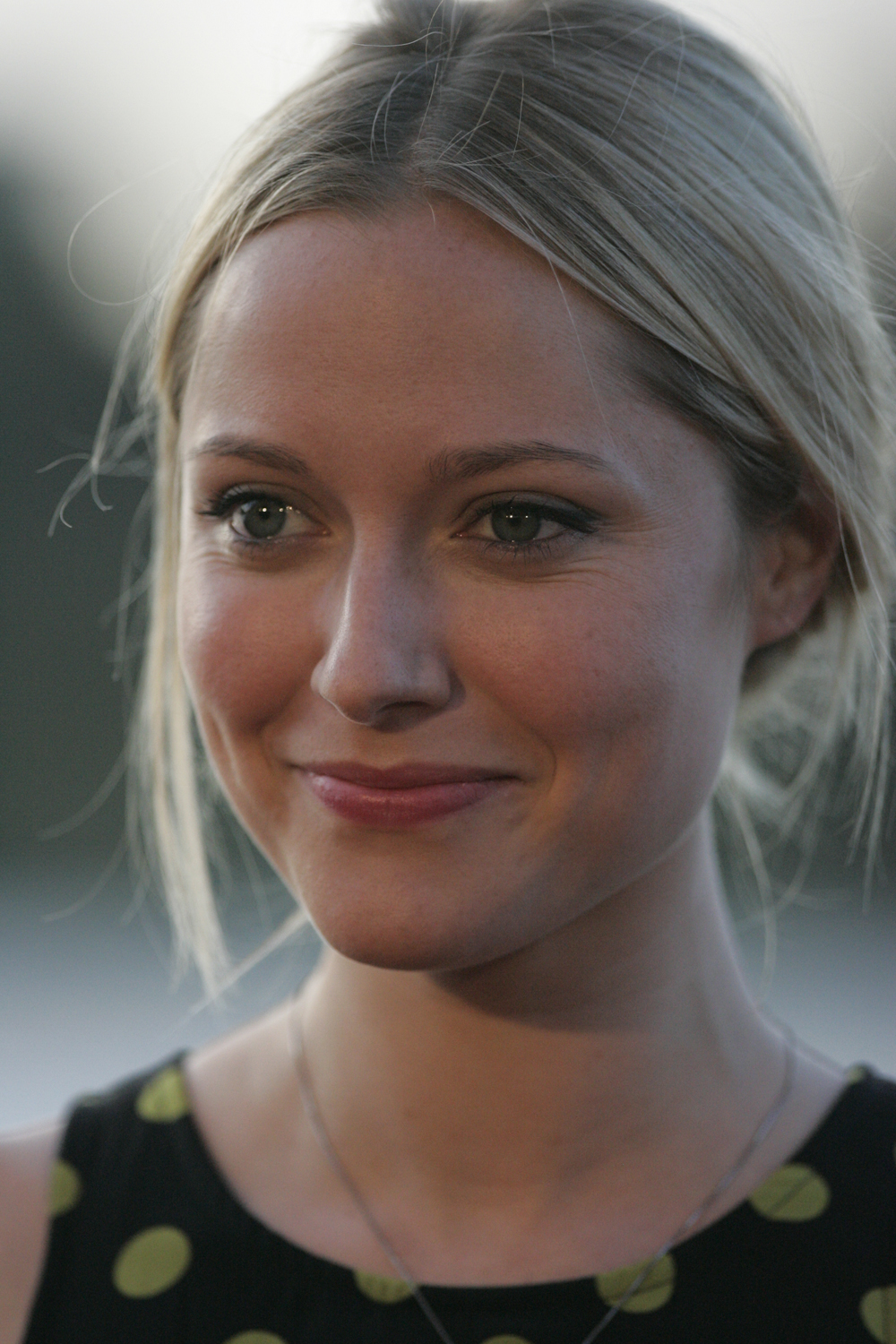
Georgina Haig

- Georgina Bardach, nuotatrice argentina
- Georgina Beyer, politica neozelandese
- Georgina Evers-Swindell, canottiera neozelandese
- Georgina Gascoyne-Cecil, nobildonna britannica
- Georgina Hagen, attrice britannica
- Georgina Haig, attrice australiana
- Georgina Harland, pentatleta britannica
- Georgina Jones, tennista statunitense
- Georgina Leonidas, attrice britannica
- Georgina Mollo, attrice argentina
- Georgina Pinedo, pallavolista argentina
- Georgina Rizk, modella libanese
- Georgina Rodríguez, modella argentina
- Georgina Spelvin, ex attrice pornografica statunitense
- Georgina Stojiljkovic, modella serba
- Georgina Wheatcroft, giocatrice di curling canadese

### Variante Georgiana

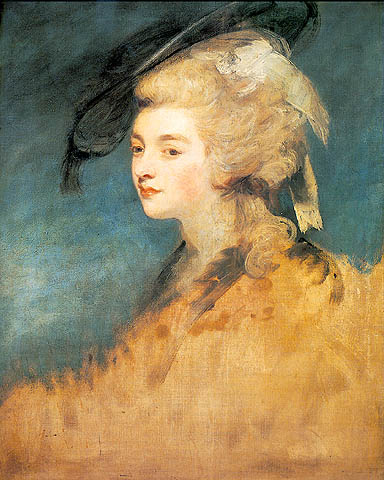
Georgiana Spencer

- Georgiana Drew, attrice teatrale statunitense
- Georgiana Carolina Lennox, nobildonna britannica
- Georgiana Elizabeth Leveson-Gower, nobildonna britannica
- Georgiana Spencer, nobildonna britannica

### Altre varianti
- Georgeta Beca, schermitrice rumena
- Georgette Berger, modella belga
- Đurđica Bjedov, nuotatrice croata
- Georgeta Damian, canottiera rumena
- Jorja Fox, attrice statunitense
- Georgie Henley, attrice britannica
- Georgette Heyer, scrittrice britannica
- Györgyi Marvalics-Székely, schermitrice ungherese
- Giorgiana Masi, studentessa italiana uccisa durante una manifestazione di piazza
- Jiřina Pelcová, biatleta ceca
- Jiřina Ptáčníková, atleta ceca
- Gergana Slavčeva, cestista bulgara
- Györgyi Vertetics, cestista ungherese

## Il nome nelle arti
- Georgie è il titolo di un manga giapponese del 1983.
- Giorgia Levi è un personaggio della serie televisiva R.I.S. - Delitti imperfetti.
- Georgina Orwell è un personaggio della serie di romanzi Una serie di sfortunati eventi,  scritta da Lemony Snicket.
- Georgina Sparks è un personaggio della serie di romanzi Gossip Girl, scritta da Cecily von Ziegesar, e dell'omonima serie televisiva da essa tratta.